# Dzmitryj Kawalonak
Dzmitryj Kawalonak (biał. Дзмітрый Кавалёнак, ros. Дмитрий Ковалёнок, Dmitrij Kowalonok; ur. 3 listopada 1977) – białoruski piłkarz, występujący na pozycji napastnika.